# فرودگاه خویا آندینا
فرودگاه خویا آندینا (به انگلیسی: Joya Andina Airport) یک فرودگاه با کد یاتا UYU است که یک باند فرود آسفالت دارد. این فرودگاه در کشور بولیوی قرار دارد و در ارتفاع ۳٫۹۵۴ متری از سطح دریا واقع شده‌است.

## شرکت‌های هواپیمایی و مقصدهای پروازی
The airport currently services only charter flights by airline اویانکا نیکاراگوئه to Managua. The terminal operates during daytime only.
| شرکت‌های هواپیمایی  | مقصدهای پروازی                |
| ------------------ | ----------------------------- |
| اویانکا نیکاراگوئه | Charter: اوگوستو سزار ساندینو |